# Eberhard Gustav von Wülknitz
Eberhard Gustav von Wülknitz (* 30. September 1706 in Köthen; † 7. März 1772 in Reinsdorf) war ein hessischer Generalleutnant.

## Leben

### Herkunft und Familie
Von Wülknitz entstammte dem altadeligen Adelsgeschlecht Wülknitz aus Anhalt. Er war der jüngste Sohn des Carl Heinrich von Wülcknitz, welcher in Anhalt-Köthen als Geheimrat, Hofmarschall und Kammerdirektor wirkte, und der Johanna Sophie von Hake, Tochter des anhaltischen Regierungskanzlers Heinrich von Hake. Er hatte zahlreiche ältere Geschwister, darunter den Regierungsrat Lebrecht Heinrich, den Staatsminister August Ludwig, den Konsistorialrat Karl Friedrich, Leopold Wilhelm († 1715), Leopold Philipp Heinrich und den früh verstorbenen Kurt Ferdinand von Wülknitz († vor 1728).

### Karriere
Von Wülknitz immatrikulierte sich am 9. März 1724 an der Universität Marburg und wechselte am 25. Oktober desselben Jahres an die Leipziger Universität. Nachdem er die Universität abgeschlossen hatte, trat er dem fürstlich-hessen-kasselschen Militär im Range eines Leutnants in einem schwedischen Dragonerregiment bei. 1734 erreichte er den Rang eines Hauptmanns. 1760 wurde er Oberst und Regimentschef eines Dragonerregiments. Zum Generalmajor befördert, wurde er zum Kommandeur aller hessischen Truppen in Amerika ernannt und erreichte schließlich den Rang eines Generalleutnants.

## Werke
- Panegyricus serenissimo et celsissimo principi ac domino Carolo Landgravio Hassiae, ... cum natalem ille septuagesimum secundum celebraret, anno 1725. die 14. Augusti, in auditorio maiori ad lanum dictus ab Eberhardo Gustavo à Wulcknitz. 1725